# Konkurencyjność
Konkurencyjność – zdolność do długookresowego, efektywnego wzrostu. Jej elementami są więc efektywność, dynamika oraz elastyczność badanego podmiotu gospodarczego.